# Смартвэй (компания)
Компания Смартвэй (ООО «Смартвэй», Smartway) — оператор российского рынка делового туризма (Business Travel Services или BTS), входит в группу компаний «1C», резидент Сколково. Центральный офис находится в Москве, центр разработки — в Пензе, офис поддержки клиентов — в Барнауле. C 2022 года провела несколько крупных M&A-сделок на рынке делового туризма.

## История
Компания Smartway и одноимённый сервис были основаны в 2016 году Максимом Яремко (который в 2005—2009 годы был владельцем и директором софтверной компании Sawady (Пенза), а в 2009—2014 — совладельцем и руководителем компании «Моё дело») и Инной Ткаченко.
Принципиальным отличием компании «Смартвэй» от конкурентов стало то, что она создавалась как IT-компания, работающая по модели «программное обеспечение как услуга» (Saas) и коммуницировала с потребителями через свой продукт. В 2023 году компания Smartway заняла 13-е место в рейтинге крупнейших поставщиков SaaS в РФ.
Стартовые инвестиции в этот проект составили 750 тыс.$, из них 60 % были потрачены на разработку, а 40 % на формирование управленческой команды и на маркетинг.
В 2017 году был зарегистрирован товарный знак Smartway. В том же году компания получила первых крупных клиентов — сеть пиццерий Dodo Pizza, ювелирную компанию Sokolov и «Модульбанк» и вышла на самоокупаемость.
Кроме того, в 2017 году Максим Яремко заключил партнёрство с Александром Коляскиным, пригласив его на позицию управляющего директора.
В начале 2018 года контрольный пакет компании приобрела группа «1С» и компания стала резидентом инновационного центра «Сколково». К концу 2018 года «1С» и «Смартвэй» смогли интегрировать свои клиентские информационные сервисы для клиентов, заработал обмен данными между приложениями «1С» и «Смартвэй».
К 2019 году «Смартвэй» получила новых крупных клиентов — банк «Авангард», сервис доставки СДЭК, производитель бытовой техники BORK.
В 2019 году платформе для бронирования командировок на основе искусственного интеллекта Smartway было выдано свидетельство о государственной регистрации программы для ЭВМ, в 2022 году она была внесена в Реестр российского программного обеспечения.
В 2020 году пандемия COVID-19 резко снизила число командировок в России, доходы «Смартвэй» с апреля по июнь упали на 90 %, однако компания продолжила инвестировать в развитие и привлекать новых клиентов. В итоге её выручка в 2020 году оказалась выше, чем в 2019 (155,6 против 122,6 млн руб) и компания получила чистую прибыль 0,8 млн руб.
В 2023 году «Смартвэй» стала обладателем патента на «Способ, система и машиночитаемый носитель для автоматизированной обработки информации при бронировании поездок».

### Образование и развитие Smartway Travel Group
Начиная с 2022 года «Смартвэй» приобрела несколько компаний схожего направления деятельности, обладавших важными наработками и клиентской базой. Большинство из них продолжили работу под своими брендами, так возникла группа компаний Smartway Travel Group.
В 2022 году Smartway купила систему бронирования отелей A&A Business Travel Services Holding, владевшую сервисом онлайн-бронирования жилья для путешественников «Забронируй.ру», сайтом Nevahotels для бронирования отелей в Санкт-Петербурге и различными сервисами для отельеров и агентств. Эта компания была одним из крупнейших партнёров сервиса Booking.com в России и столкнулась с проблемами после его ухода из РФ. Сумма сделки составила 3 млн $. Эта покупка дала Smartway возможность выйти в новый сегмент — работать с клиентами в формате офлайн и организовывать мероприятия.
В 2023 году Smartway продолжила расти как группа TravelTech-компаний. В марте «Смартвэй» купила агентство делового туризма Travelmart, владеющее системой деловых поездок и мероприятий для корпоративных клиентов Travelmart.online, системой онлайн-бронирования железнодорожных билетов poezd.ru, платформой онлайн-бронирования вип-залов в аэропортах vip-zal.ru, службой паспортно-визовое обслуживания visa-russian.ru, сервисами по обучению за рубежом edutravel.ru, а также и эксклюзивных туристических услуг для частных путешественников Platinumclub.ru. Платформа vip-zal.ru в периметр этой сделки не вошла, сумма сделки не раскрывалась.
В мае 2023 года «Смартвэй» приобрела агентство делового туризма АТН, которое представляло в России American Express GBT, крупнейшую в мире компанию по организации командировок. Сумма сделки составила от 2 до 5 млн $.
В ноябре 2023 года Smartway Travel Group запустила онлайн-сервис Smartagent для бронирования авиа- и ж/д билетов, трансферов и отелей. По итогам 2023 года оборот группы составил 45 млрд руб.
В апреле 2024 года «Смартвэй» приобрела второго в РФ поставщика решений для бронирования отелей Bnovo, работающего в основном с небольшими отелями. Сумма сделки оценивалась в 1 млрд руб, эксперты Российского союза туриндустрии назвали эту сделку беспрецедентной для российского рынка бизнес-туризма. Одной из целей этой сделки (помимо того, что новая покупка поможет «Смартвэй» управлять всей цепочкой продаж отелей), эксперты называли выход для её материнской компании — «1С» — на рынок отелей. 
Осенью 2024 года вышел очередной ежегодный рейтинг «Сделки года», в который газета «Коммерсантъ» включает самые значимые сделки на российском рынке M&A. Сделка по покупке Bnovo стала в этом рейтинге второй в категории IT (первой стала сделка по продаже Yandex российским владельцам).

## Деятельность
Основной целью работы компании «Смартвэй» является снижение затрат на организацию и проведение командировок у её клиентов. Компания бронирует для своих клиентов отели (для проживания командированных) и билеты на все виды транспорта (для их проезда).
К середине 2022 года компания обслуживала более 4 тыc. корпоративных клиентов из сферы среднего и крупного бизнеса.
Таблица ключевых показателей и результатов деятельности компании
| Год  | Выручка (млн.руб) | Чистая прибыль (млн.руб) | Активы (млн.руб) | Среднесписочная численность сотрудников (чел) |
| 2024 | 989,0             | 164,3                    | 3507,5           | 582                                           |
| 2023 | 948,7             | 321,1                    | 1968,0           | 413                                           |
| 2022 | 895,1             | 465,8                    | 858,3            | 265                                           |
| 2021 | 410,7             | 155,9                    | 625,3            | 163                                           |
| 2020 | 155,6             | 0,8                      | 240,2            | 115                                           |
| 2019 | 122,6             | 2,5                      | 181,3            | 78                                            |
| 2018 | 45,5              | 1,7                      | 74,7             | 44                                            |
| 2017 | 18,8              | 1,2                      | 39,8             |                                               |
| 2016 | 11,0              | -2,4                     | 12,9             |                                               |

## Акционеры и руководство
Структура владения компанией (учредители):
- Группа 1С — 51 %;
- Максим Яремко — 44,1 %;
- Александр Коляскин — 4,9 %.

Управление компанией:
- Генеральный директор компании — Максим Яремко.
- Управляющий партнёр — Александр Коляскин[3]
- Директор по развитию бизнеса — Илья Вагнер[21][30].